# Ian Ashbee
Ian Ashbee (Birmingham, 1976. szeptember 6. –) angol labdarúgó, középpályás; visszavonult.

## Pályafutása

### Derby és Cambridge
Ashbee 1994-ben, a Derby Countyban kezdte a profi pályafutását, két év alatt mindössze egy bajnoki meccsen lépett pályára a fehér mezeseknél. 1996-ban kölcsönadták az izlandi Íþróttafélag Reykjavíkurnak. Ugyanebben az évben leigazolta a Cambridge United, ahol hat évet töltött. 2002-ig 204 meccsen játszott és 11 gólt szerzett.

### Hull City AFC
2002-ben a negyedosztályú Hull Cityhez igazolt. Bemutatkozása nem sikerült túl jól, hiszen első mérkőzésén kiállították. Hamar kiderült azonban, hogy jó képességű játékos és nagy hasznára lehet a csapatnak, ami miatt könnyen megszerették a szurkolók. Nem sokkal később megkapta a csapatkapitányi karszalagot.
2004-ben ő lőtte azt a gólt a Yeovil Town ellen, mellyel biztossá vált, hogy a Hull feljut a harmadosztályba. Nagy szerepe volt abban is, hogy egy évvel később a Championshipbe került a csapat. A 2005/06-os idényben rendellenességet fedeztek fel a combcsontjában, ami miatt veszélybe került a pályafutása, sőt annak a veszélye is fennállt, hogy kerekesszékbe kerül. Végül azonban teljesen felépült. A szezon utolsó meccsén, a Watford ellen ugyan nem lépett pályára, de hatalmas tapssal fogadták a szurkolók.
Miután visszakerült a kezdőbe, ismét ő lett a csapatkapitány, de a csapat gyengélkedése miatt sokan megkérdőjelezték ezt a döntést. A Hull City elnöke, Adam Pearson azonban a védelmébe vette. A 2007/08-as évad már sokkal jobb játékot hozott és a Tigrisek bejutottak a másodosztály rájátszásának döntőjébe, ahol 1-0-ra verték a Bristol Cityt. Ashbee elmondhatja magáról, hogy a Football League összes osztályában volt már csapatkapitánya a Hullnak.
2008. augusztus 16-án ő is pályán volt, amikor a csapat megszerezte első élvonalbeli győzelmét, a Fulham ellen. Május 4-én, az Aston Villa ellen térdszalagszakadást szenvedett, ami miatt ismét veszélybe került a karrierje. Könnyen lehet, hogy az egész 2009/10-es szezont ki kell hagynia.

## Külső hivatkozások
- Ian Ashbee pályafutásának statisztikái a Soccerbase oldalon (angolul)

## Fordítás
- Ez a szócikk részben vagy egészben  az   Ian Ashbee című angol Wikipédia-szócikk fordításán alapul.  Az eredeti cikk szerkesztőit annak laptörténete sorolja fel. Ez a jelzés csupán a megfogalmazás eredetét és a szerzői jogokat jelzi, nem szolgál a cikkben szereplő információk forrásmegjelöléseként.